# Caecidotea vomeri
Caecidotea vomeri is een pissebed uit de familie van de Asellidae. De wetenschappelijke naam van de soort is voor het eerst geldig gepubliceerd in 1977 door Roberto Argano.